# Lazisko
Lazisko é um município da Eslováquia, situado no distrito de Liptovský Mikuláš, na região de Žilina. Tem 23,99 km² de área e sua população em 2018 foi estimada em 383 habitantes.

## Demografia
| Ano:        | 1994 | 2004   | 2014   | 2024   |
| ----------- | ---- | ------ | ------ | ------ |
| Broj ljudi: | 428  | 424    | 404    | 371    |
| Razlika:    |      | -0,93% | -4,71% | -8,16% |

| Ano:               | 2023 | 2024   |
| ------------------ | ---- | ------ |
| Número de pessoas: | 365  | 371    |
| Diferença:         |      | +1,64% |